# 마르셀 고치
마르셀 고치(독일어: Marcel Goc, 1983년 8월 24일~)는 독일의 아이스하키 선수, 지도자로 포지션은 센터이다. 현역 시절에 내셔널 하키 리그(NHL)와 도이체 아이스하키 리가(DEL)에서 활동했다. 형인 사샤, 동생인 니콜라이도 아이스하키 선수이며, 세 명 모두 독일 국가대표 선수로 활동했다.
NHL에서 뛰기 전에는 모국인 독일의 프로 아이스하키 리그인 도이체 아이스하키 리가의 슈베닝거 와일드 윙스와 아들러 만하임에서 뛰었으며, 리그 우승 1회 달성했다. 2001년 NHL 드래프트에서 독일 선수인 크리스티안 에어호프와 함께 산호세 샤크스에게 지명되어 2003-2004 시즌에 북아메리카로 건너갔다. 샤크스에 정식으로 입단하기 전에 샤크스의 리저브 형태의 팀인 아메리칸 하키 리그(AHL)의 클리블랜드 배런스에서 1년 반 동안 뛰었으며 이후 2009년까지 샤크스에서 선수 생활을 보냈다. 2009년에 내슈빌 프레더터스로 이적했으며, 이후에 플로리다 팬서스, 피츠버그 펭귄스, 세인트루이스 블루스 등의 NHL 팀에서 활동했다. 세인루이스 블루스를 마지막으로 2015년 하반기에 고국으로 돌아온 그는 자신이 몸 담았던 아들러 만하임에 입단하여 2020년에 은퇴할 때까지 뛰었다.
고치는 국제 경기 112경기에 출전했으며, 3번의 올림픽, 8번의 세계 선수권 대회, 월드컵 1회에 참가했다. 마지막 국제 대회인 2018년 동계 올림픽에서는 은메달을 획득하여 독일 아이스하키 대표팀 최초의 올림픽 은메달을 획득했다.

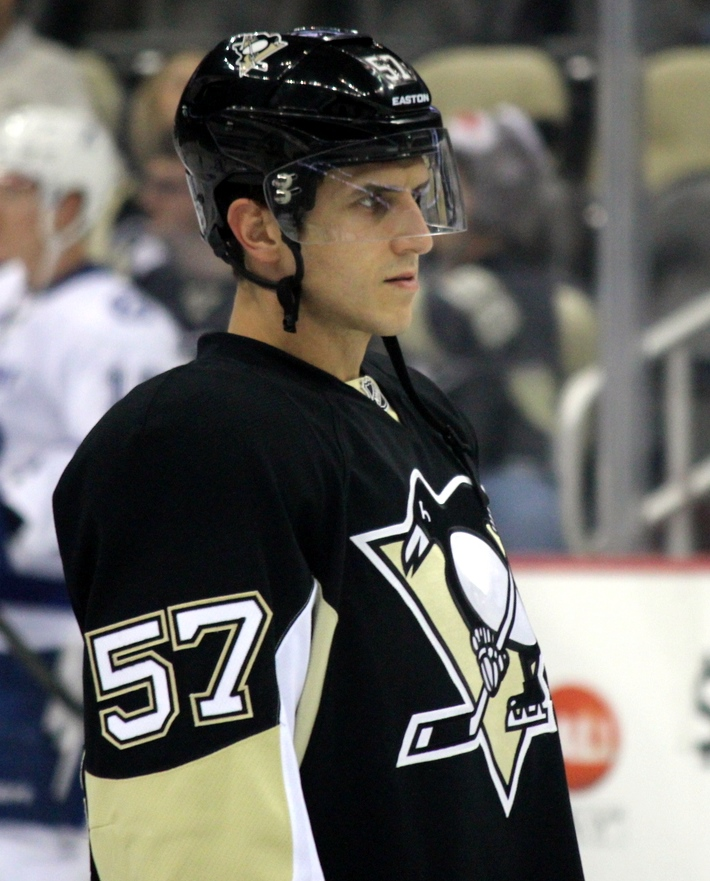
2014년 3월 22일 피츠버그 펭귄스와 탬파베이 라이트닝과의 경기 당시의 고치